# 203
Năm 203 là một năm trong lịch Julius. 

## Sinh
- Gia Cát Khác